# Horst, Steinburg
Bản mẫu:Otheruses3
Horst là một đô thị ở huyện Steinburg, bang Schleswig-Holstein, Đức. Đô thị này có diện tích 29,07 km², dân số thời điểm 31 tháng 12 năm 2006 là 5185 người. Đô thị này có cự ly khoảng 14 km về phía đông nam Itzehoe, và 7 km về phía tây bắc Elmshorn.
Horst là thủ phủ của Amt ("nhóm đô thị") Horst-Herzhorn.